# Премія «Кіноколо» найкращому режисерові
Премія «Кіноколо» найкращому режисерові — одна з кінематографічних нагород, які надають в рамках Національної премії кінокритиків «Кіноколо». її присуджують найкращому українському режисерові фільму, починаючи з першої церемонії вручення нагород премії 2018 року.
Першим переможцем у цій номінації став Сергій Лозниця за фільм «Донбас».

## Переможці та номінанти
Нижче наведено переможців, які отримали цю премію, а також номінанти. ★ Імена переможців виділені окремим кольором

## 2010-ті
| Церемонії   | Фото                             | Режисер(и)                   | Назва фільму        | Країна                                               |
| ----------- | -------------------------------- | ---------------------------- | ------------------- | ---------------------------------------------------- |
| 1-ша (2018) |                                  | ★ Сергій Лозниця             | «Донбас»            | Німеччина · Україна · Франція · Нідерланди · Румунія |
| 1-ша (2018) | Олександр Течинський             | «Дельта»                     | Україна · Німеччина |                                                      |
| 1-ша (2018) | Тета Цибульник, Еліас Парвулеско | «Dendro dreams»              | Україна             |                                                      |
| 1-ша (2018) | Павло Остріков                   | «Mia donna»                  | Україна             |                                                      |
| 1-ша (2018) | Ахтем Сеітаблаєв                 | «Кіборги. Герої не вмирають» | Україна             |                                                      |
| 2-га (2019) |                                  | ★ Наріман Алієв              | «Додому»            | Україна                                              |
| 2-га (2019) | Вадим Ільков                     | «Тато — мамин брат»          | Україна             |                                                      |
| 2-га (2019) | Тимур Ященко                     | «U311 „Черкаси“»             | Україна · Польща    |                                                      |
| 2-га (2019) | Антоніо Лукіч                    | «Мої думки тихі»             | Україна             |                                                      |

## 2020-ті
| Церемонії   | Фото              | Режисер(и)                      | Назва фільму | Країна |
| ----------- | ----------------- | ------------------------------- | ------------ | ------ |
| 3-тя (2020) |                   | ★Валентин Васянович             | «Атлантида»  |        |
| 3-тя (2020) | Ірина Цілик       | «Земля блакитна, ніби апельсин» |              |        |
| 3-тя (2020) | Наталія Ворожбит  | «Погані дороги»                 |              |        |
| 3-тя (2020) | Сергій Буковський | «В.Сильвестров»                 |              |        |